# Rhodopis vesper
A Rhodopis vesper a madarak osztályának sarlósfecske-alakúak (Apodiformes)  rendjébe és a kolibrifélék (Trochilidae) családjába tartozó Rhodopis nem egyetlen faja.

## Rendszerezése
A fajt René Primevère Lesson francia ornitológus írta le 1829-ben, az Ornismya nembe Ornismya vesper néven.

## Alfajai
- Rhodopis vesper atacamensis (Leybold, 1869)
- Rhodopis vesper koepckeae Berlioz, 1974
- Rhodopis vesper vesper (Lesson, 1829)[2]

## Előfordulása
Dél-Amerikában, a Csendes-óceán partvidéki részén, Chile és Peru területén honos. A természetes élőhelye szubtrópusi és trópusi síkvidéki száraz gyepek, száraz és nedves cserjések, hegyi legelők és cserjések, valamint vidéki kertek.

## Megjelenése
Testhossza 14 centiméter.

## Természetvédelmi helyzete
Az elterjedési területe nagyon nagy, egyedszáma pedig stabilt. A Természetvédelmi Világszövetség Vörös listáján nem fenyegetett fajként szerepel.